# Enicospilus taras
Enicospilus taras là một loài tò vò trong họ Ichneumonidae.